# Anita Schäfer
Anita Schäfer (nascida em 9 de julho de 1951) é uma política alemã da União Democrata-Cristã (CDU) que actua como membro do Bundestag pelo estado da Renânia-Palatinado desde 1998. Ela também representou o eleitorado de Pirmasens.

## Carreira política
Schäfer tornou-se membro do Bundestag nas eleições federais alemãs de 1998. No parlamento, ela actua no Comité de Defesa.
Antes da eleição de liderança dos democratas-cristãos, em 2020 Schäfer endossou publicamente Friedrich Merz para suceder a Annegret Kramp-Karrenbauer como presidente do partido.
Em agosto de 2020, Schäfer anunciou que não concorreria às eleições federais de 2021, mas renunciaria à política activa até ao final da legislatura.